# 旅顺西站

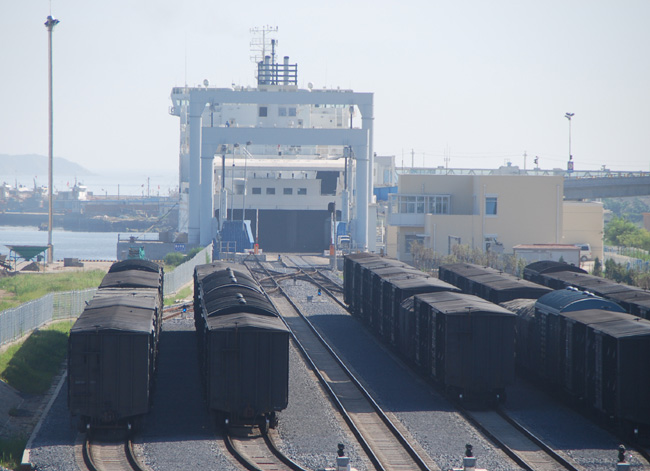
旅顺西站货运码头

旅顺西站是一个烟大铁路轮渡上的铁路车站，位于辽宁省大连市旅顺口区旅顺经济开发区羊头洼村海韵路1020号，于2006年并投入使用。归中国铁路济南局集团管理，邮政编码为116045。2007年3月18日，以该站为主要景点的烟大铁路轮渡港旅游景区对外营业。是烟大铁路轮渡的北港口，南与蓝烟铁路烟台北站隔海相望，北与旅顺支线长岭子站通过长旅联络线相连接。

## 车站周边
- 大连中远海运川崎船舶工程